# 蘇希洵
苏希洵（1890年—1970年7月30日）字子美，广西省武鸣县马头乡全苏村人。中华民国法学家。

## 生平
苏希洵幼读私塾，因十分聪慧，陆荣廷乃将养女与苏希洵订婚，并送苏希洵读书。清朝光绪三十一年（1905年），苏希洵入广西公立法政学堂学习。宣统三年（1911年），与陆荣廷的养女完婚。民国2年（1913年）春，赴法国巴黎大学法学院学习7年，获法学博士学位，成为武鸣县历史上第一位博士。在校学习期间，著有论文《现代宪法的趋势》，并且将法文版《法兰西第五共和国宪法》译为中文。
归国后，民国9年（1920年） 在梧州担任海关监督。后来，任北京政府外交部两广特派员。民国10年（1921年）7月，随下野的岳父陆荣廷退至龙州，后来又一起赴上海。民国11年（1922年）3月，苏希洵到北京求职。民国12年（1923年），被任命为北京政府外交部佥事科长兼外交部立俄文法律专科学校教授，外交部欧美司司长及外交总长王宠惠的秘书。民国13年（1924年），赴越南调查商务及侨务，著《中越商务与旅越华侨》一书，又撰论文《条约通论及中国之不平等条约》，当时对修订“中法越条约”富有参考价值。
民国17年（1928年）起，苏希洵历任国民政府司法行政部科长代理参事、司法行政部总务司司长兼任法官训练所教务主任。民国20
年（1931年），王宠惠代表中国任荷兰海牙的常设国际法院法官时，苏希洵任王宠惠的随身秘书。
民国22年（1933年），苏希洵任广西省政府委员。民国26年（1937年），任广西省政府秘书长。民国28年（1939年），任广西省教育厅厅长，任内发表《本省教育施政方针、现状及其问题》、《广西基层教育与基层经济建设的联系问题》等论文。民国33年（1944年），复任广西省政府秘书长。民国34年（1945年）后，历任立法院立法委员、西江文理学院（设在南宁）法律系主任和代理院长等职。
民国38年（1949年）11月，苏希洵离开广西赴香港，后赴台湾。
1970年7月30日，苏希洵在台北病逝，享年80岁。

## 著作
- 蘇希洵，羅馬法與中國固有法之比較，大信圖書公司，1953年